# Якубовский, Дмитрий Олегович
Дми́трий Оле́гович Якубо́вский (в 1990-е и 2000-е гг. известный как «Генерал Дима»; род. 5 сентября 1963, пос. Болшево, Московская область) — советский и российский юрист, адвокат, предприниматель. По версии журнала «Bilanz», в период проживания в Швейцарии (2009—2016) входил в число двухсот богатейших людей Швейцарии с личным состоянием 700—800 миллионов швейцарских франков.

## Биография
Родился 5 сентября 1963 года в военном городке Болшево Московской области.

### Семья
Отец — Олег Якубовский — военный, подполковник-инженер. Служил в ракетных войсках стратегического назначения. Умер в возрасте 42 лет в результате врачебной ошибки. Похоронен на подворье Свято-Троицкой Сергиевой лавры.
Мать с младшим братом — граждане Канады, с 1991 года проживают в Канаде.
Средний брат — гражданин Швейцарии, с 1991 года проживает в Цюрихе.
Был женат 13 раз. В настоящее время в разводе. Со всеми бывшими женами сумел сохранить дружеские отношения. С 2016 года постоянно проживает в России.

### Карьера
После окончания средней школы в 1980 году поступал в Военный инженерный институт им. А. Ф. Можайского в Ленинграде, успешно сдал все экзамены, но не был принят по результатам мандатной комиссии, с набранными баллами был зачислен в Пермское высшее военное командное училище. Через год был отчислен и направлен рядовым для прохождения срочной службы в Советскую армию.
После окончания службы работал на различных должностях в Прокуратуре СССР, Госснабе СССР, Главмосремонте Мосгорисполкома, Московской городской коллегии адвокатов, Прокуратуре Москвы (начальником управления), секретарём правления Союза адвокатов СССР, член КПСС с 1989 года.
В 1990 году назначен руководителем рабочей группы Министерства обороны СССР в Западной группе войск (Германия). Вскоре освобождён от указанной должности по жалобе с немецкой стороны в связи c чересчур активной деятельностью по регистрации прав собственности освобождаемой недвижимости на Советский Союз, после чего направлен представителем Агрохима (бывшее Министерство минеральных удобрений СССР) в Базель (Швейцария). После первого путча в России 1991 года переехал жить в Канаду.
В марте 1992 года вернулся в Россию. В 28 лет — советник Правительства РФ, советник Генерального прокурора РФ по международно-правовым вопросам, консультант Службы криминальной милиции МВД РФ, заместитель начальника Главного управления радиоразведки Федерального агентства правительственной связи и информации при Президенте РФ (бывшее 16-е Главное управление КГБ СССР). При назначении на должность Полномочного представителя правоохранительных органов, специальных и информационных служб в Правительстве РФ у Якубовского возник конфликт с начальником службы безопасности Президента РФ Александром Коржаковым и будущим директором ФСБ РФ Михаилом Барсуковым, в результате чего Якубовский был снят со всех должностей.
В период войны компроматов, во время второго путча 1993 года принимал активное участие в конфликте между Президентом РФ и Верховным Советом на стороне Президента РФ. В декабре 1994 года арестован по обвинению в краже рукописей из Российской национальной библиотеки Санкт-Петербурга, а во время заключения в петербургских «Крестах» был ещё и обвинён в «избиении» кандидата в мастера спорта, осуждён на 4 года колонии общего режима. Наказание отбывал в городе Нижний Тагил Свердловской области в спецзоне для бывших сотрудников правоохранительных органов и спецслужб. Освобождён в декабре 1998 года, в 2001 году судимости сняты. В 2003 году построил за счёт личных средств Подворье Свято-Троицкой Сергиевой лавры в посёлке Горки-8 Одинцовского района Московской области — Храм Усекновения честной главы Иоанна Предтечи.
Работал адвокатом, защищал жену бывшего мэра Санкт-Петербурга Л. Б. Нарусову, «авторитетного» бизнесмена из Солнцево А. А. Спиваковского, представлял интересы ряда миноритарных акционеров в их борьбе с Альфа-банком. Вёл передачу «Арест и воля» на REN-TV, преподавал в московском Институте международного права и экономики имени А. С. Грибоедова. Доктор юридических наук, профессор кафедры адвокатуры и прав человека, председатель Президиума Первой столичной коллегии адвокатов (2003 - 2021 гг.). Почетный адвокат России (2019 г.).
В 2007 году ушёл в бизнес в партнёрстве с публичной дочерней структурой АФК «Система» Владимира Евтушенкова — ОАО «Система-Галс». С 2009 года — партнёр Банка ВТБ: сначала в ООО «Горки-8», затем в ООО «Компания Сити Лэнд Групп» с внесённым уставным капиталом более 140 млрд рублей. В апреле 2015 года продал свою долю в ООО «Компания Сити Лэнд Групп» структурам группы ВТБ за 15,1 млрд рублей и вплотную занялся развитием в России технологии низкотемпературного термодиффузионного покрытия швейцарской фирмы Thermission, создав с ОАО «КамАЗ» совместное предприятие ООО «КамАЗ-Терми́шин» и имплантировав эту технологию в производство ряда предприятий России (Уралвагонзавод, РЖД и другие). По оценке PricewaterhouseCoopers, рыночная стоимость (по МСФО) российской части этого бизнеса по состоянию на 31 марта 2016 года составила свыше 50 млрд рублей, а инвестиционная стоимость — более 100 млрд рублей.
Определением Арбитражного суда Московской области от 15 декабря 2017 года в отношении Якубовского, по иску налоговых органов, была введена процедура реструктуризации долгов, составляющих менее 10% рыночной стоимости основного актива. По мнению налоговых органов, Якубовский в 2016 году подал в ФНС декларацию за 2015 год, в которой указал сумму самостоятельно исчисленного налога более чем 1,9 млрд рублей. Но не заплатил налог, он попросил отсрочку до продажи доли в Thermission, в чем ему было отказано. В августе 2016 года он произвел отчуждение 100% компании на SPV компанию для ее последующей реализации, оставаясь ее конечным бенефициаром. Но так как ФНС оспорил эту сделку и Арбитражный суд вернул компанию Thermission в конкурсную массу, реализация ее не состоялась и налоги, следовательно, так и не были оплачены, в связи с чем Одинцовский городской суд в мае 2017 года взыскал с него более 1,9 млрд рублей недоимки и около 199 млн рублей пени. Переданные же в процессе подготовки реализации актива Thermission права на два патента в области металлообработки бывшей в то время жене Дмитрия Якубовского Валерии Якубовской также решением Арбитражного суда были возвращены в конкурсную массу. При этом, согласно утвержденной судом судебной оценке патентов и согласованной судебным порядком с ФНС, стоимость патентов составила 36 млрд рублей. Однако патенты впоследствии были проданы менее чем за 1 млн. рублей не публичному покупателю, что дало основание Якубовскому говорить о рейдерском захвате его бизнеса с помощью процедуры банкротства заинтересованными лицами. Решением Арбитражного суда Московской области от 9 сентября 2019 года Якубовский был признан несостоятельным (банкротом), в отношении него введена процедура банкротства гражданина путём реализации имущества, затянувшаяся ввиду сложного структурирования имущества.
В 2020 году по требованию Главного управления Министерства юстиции России по городу Москве Пресненским районным судом города Москвы было принято решение о ликвидации Первой столичной коллегии адвокатов, которую возглавлял Дмитрий Якубовский. Решение в законную силу так и не вступило, апелляционная инстанция Московского городского суда указанное решение о ликвидации Первой столичной коллегии адвокатов отменила, таким образом, Первая столичная коллегия адвокатов, основанная в 2003 году, работает по настоящее время.